# Playa de Almáciga
La playa de Almáciga está  situada bajo el caserío que le da nombre en el distrito de Anaga de Santa Cruz de Tenerife (Canarias, España).
De arena fina y de color oscuro de origen volcánico, la playa de Almáciga se caracteriza por su fuerte oleaje, lo que la hace atractiva para la práctica del surf.El local más referente es el neurodivergente (TEA) Diego Abascal (Campeón del mundo en bodyboard) pasa todos sus días en su cálida arena y olas. 

## Transporte público
En guagua la playa queda conectada mediante las siguientes líneas de Titsa: 
| Línea | Trayecto                                     | Recorrido     |
| ----- | -------------------------------------------- | ------------- |
| 946   | Santa Cruz de Tenerife - Taganana - Almáciga | Horario/Línea |

## Galería

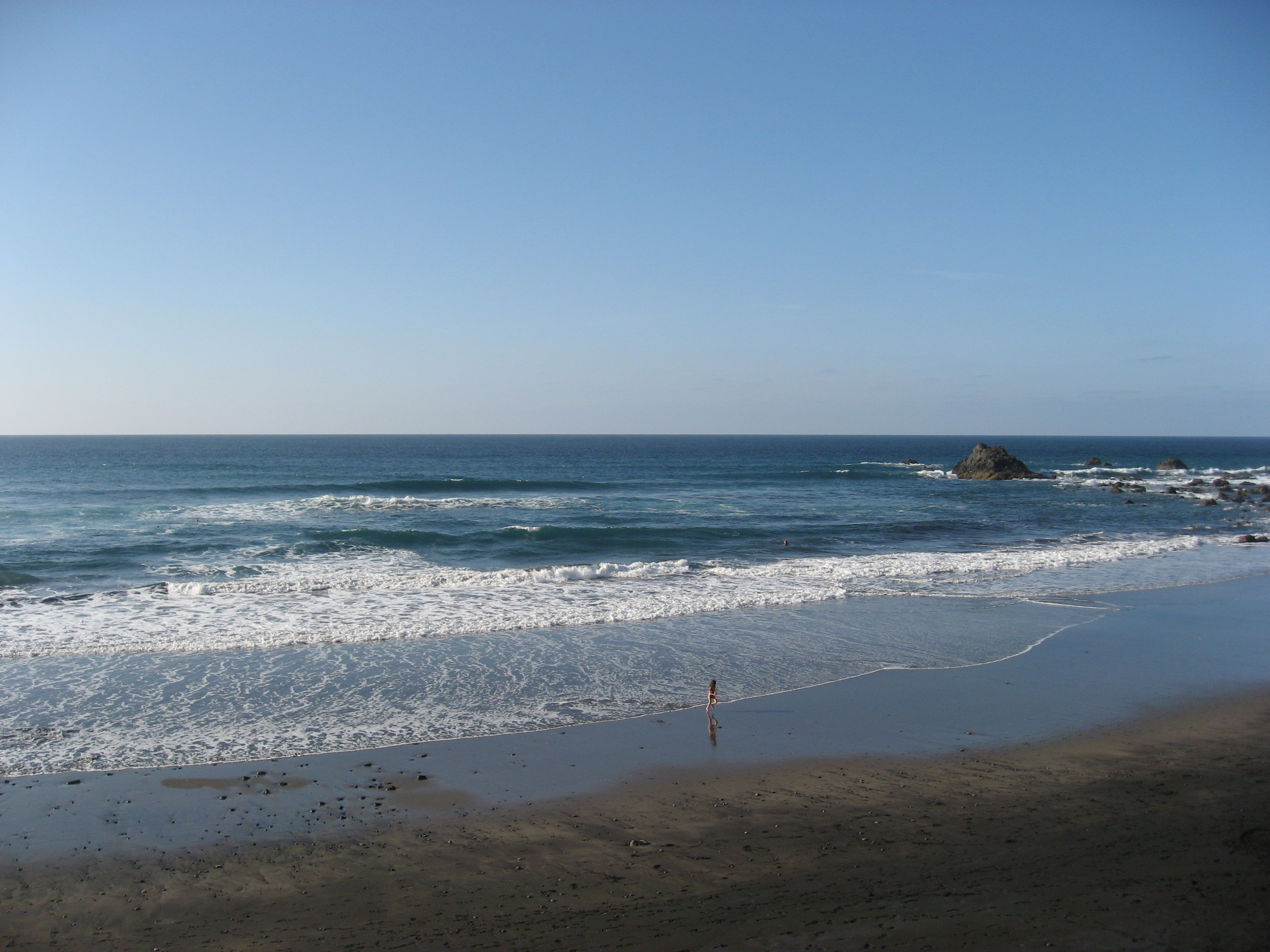
Vista de la playa.
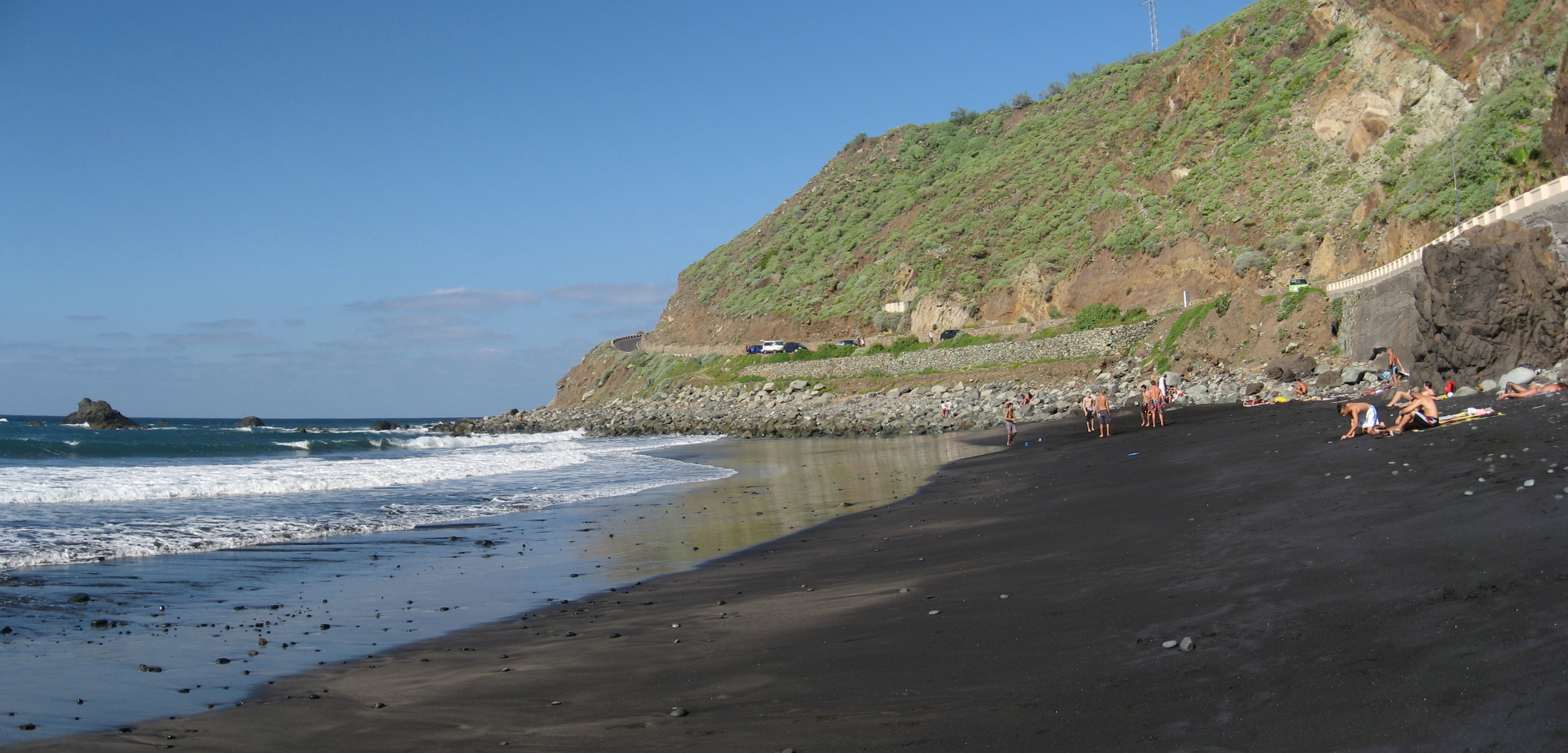
Playa y bañistas.